# راست‌قلبی
دکستروکاردیا (به انگلیسی: Dextrocardia) یک عارضه مادر زادی است که در آن قلب در سمت راست بدن قرار می‌گیرد. این عارضه به دو نوع اصلی تقسیم می‌شود:
- دکستروکاردیا منزوی (به انگلیسی: isolated dextrocardia) که در آن فقط قلب به صورت قرینه و در سمت راست قرار می‌گیرد.مانند فیلم قورباغه

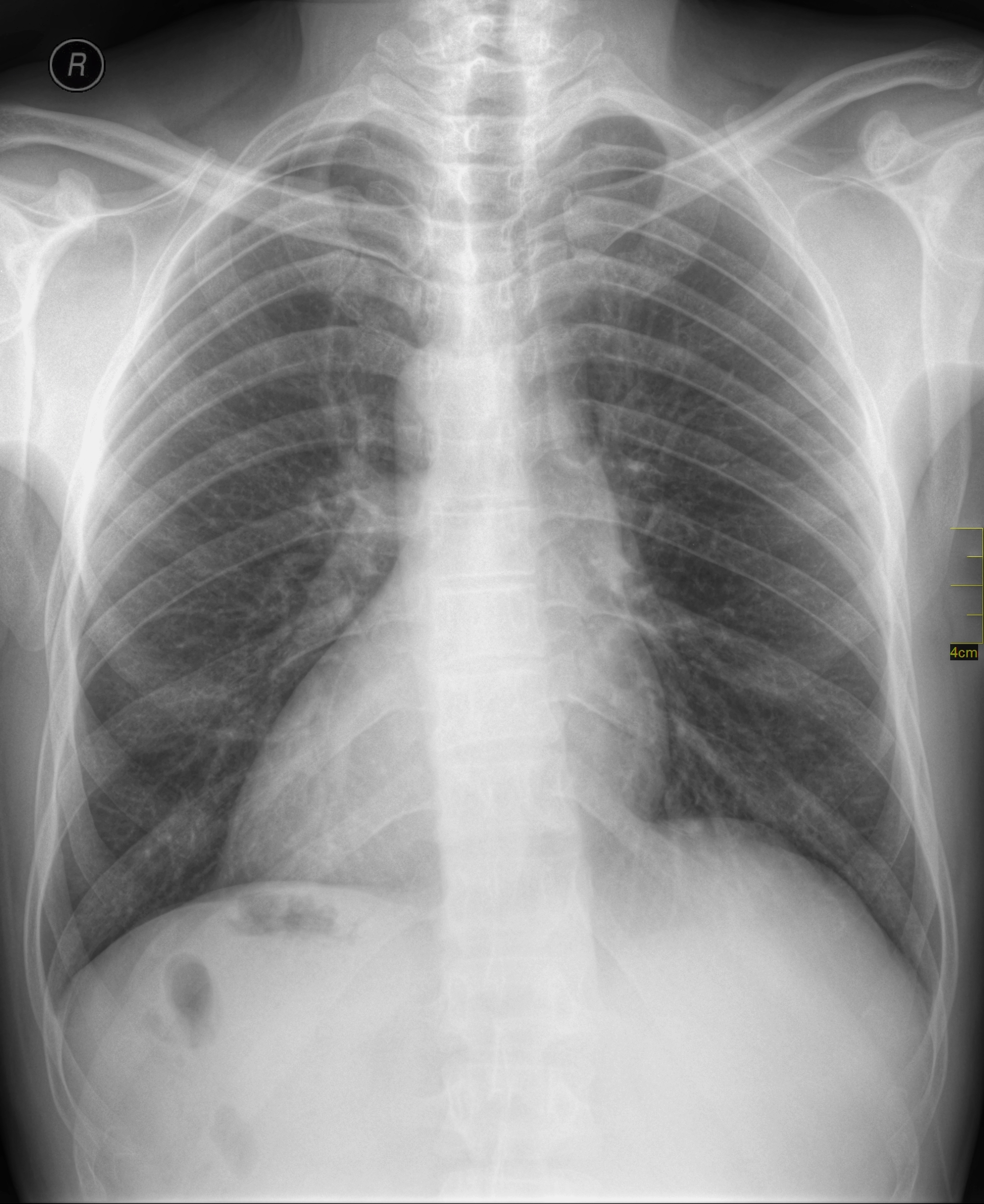

- دکستروکاردیا سیتوس اینورسوس (به انگلیسی: dextrocardia situs inversus) که در آن علاوه بر قلب، سایر ارگان های قفسه سینه و شکم در حالتی قرینه نسبت به وضعیت اصلی خود دارد.

این وضعیت بخودی خود مشکلی ایجاد نمی‌کند و فقط هنگام بررسی‌های قلبی مانند نوار قلب باید متوجه آن بود.
تقریبا از بین هر ۱۲۰۰۰ نفر یک نفر دچرا همچین عارضه‌ای می شود.
- این وقایع زمانی رخ میدهد که مادر هنگامی که جنین را بدن خود دارد در معرض عوامل تراتوژن قرار بگیرد و باعث به هم خوردن طراحی بدن شود.بنابراین از هفته سوم تا هفته هشتم زمانی است که بیشترین نقایص مادرزادی ایجاد می شوند.مخصوصا در هفته سوم و چهارم که آسیب پذیری رویان بسیار بالا است.